# 걀라르호른

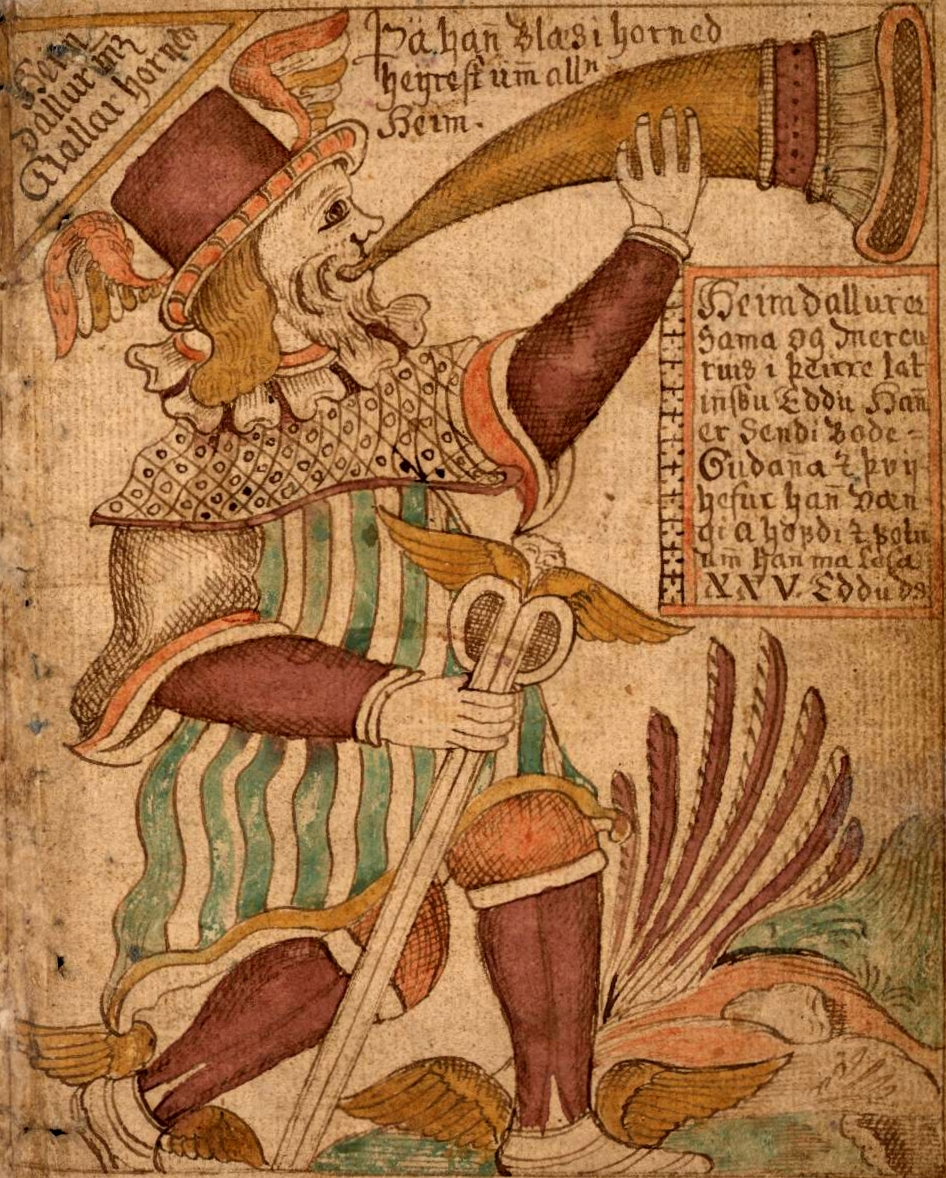

북유럽 신화에서 걀라르호른(고대 노르드어: Gjallarhorn, ‘부르짖는 뿔피리’)은 헤임달이 갖고 있는 뿔피리이다.
귈파기닝에서는 미미르가 그의 샘의 물을 마실 때 쓰던 뿔잔으로 묘사된다.